# Campylocera fuscipes
Campylocera fuscipes är en tvåvingeart som beskrevs av Wulp 1885. Campylocera fuscipes ingår i släktet Campylocera och familjen Pyrgotidae. Inga underarter finns listade i Catalogue of Life.